# Andrena himalayaensis
Andrena himalayaensis är en biart som beskrevs av Wu 1982. Andrena himalayaensis ingår i släktet sandbin, och familjen grävbin. Inga underarter finns listade i Catalogue of Life.